# Omar Morales
Omar Jesus Morales Paz (Tarija, Bolivia, 18 de enero de 1988) es un futbolista boliviano. Juega de defensor.

## Clubes
| Club         | País    | Año         |
| ------------ | ------- | ----------- |
| Club Bolívar | Bolivia | 2006        |
| Blooming     | Bolivia | 2007 - 2009 |
| Petrolero    | Bolivia | 2012 - 2015 |
| Wilstermann  | Bolivia | 2015 - 2016 |
| Sport Boys   | Bolivia | 2016 - 2017 |
| Wilstermann  | Bolivia | 2017 - 2019 |
| Aurora       | Bolivia | 2020 - 2022 |

## Palmarés
| Título          | Club        | País    | Año  |
| --------------- | ----------- | ------- | ---- |
| Torneo Apertura | Bolívar     | Bolivia | 2006 |
| Torneo Apertura | Blooming    | Bolivia | 2009 |
| Torneo Apertura | Sport Boys  | Bolivia | 2015 |
| Torneo Apertura | Wilstermann | Bolivia | 2018 |
| Torneo Clausura | Wilstermann | Bolivia | 2019 |